# Tilodon sexfasciatum
Tilodon sexfasciatum är en fiskart som först beskrevs av John Richardson 1842.  Tilodon sexfasciatum ingår i släktet Tilodon och familjen Kyphosidae. Inga underarter finns listade i Catalogue of Life.